# Стеклов, Андрей Иванович
Андрей Иванович Стеклов (?—1884) — протоиерей русской православной церкви, ректор Таврической духовной семинарии.

## Биография
Родился в селе Апраксино Сергачского уезда Нижегородской губернии в семье священника. Отец умер от холеры, когда Андрею было около четырёх лет. По семейному преданию, мать желая дать самому способному сыну достойное, по её понятиям, образование, привезла уже немного подросшего сына из Апраксино в Нижний Новгород и оставила его на ступеньках парадной лестницы Нижегородской духовной семинарии. Ректор семинарии определил «подкидыша» в семинарию на полное казённое содержание.
Окончив семинарию в 1850 году первым студентом он был отправлен в Казанскую духовную академию, из которой был выпущен в 1854 году со степенью кандидата богословия и правом получения степени магистра после подачи нового сочинения.
Несмотря на желание продолжить обучение в университете, после окончания академии был вынужден по материальным соображениям (необходимость содержать престарелую мать и братьев) принять должность преподавателя русской истории и еврейского языка в Нижегородской духовной семинарии. В 1861 году был рукоположён во священника. В 1868 году назначен ректором Нижегородской семинарии.
Возведён в сан протоиерея и был назначен редактором Нижегородских епархиальных ведомостей. С 7 июля 1882 года — ректор Таврической духовной семинарии.
В 1880 году упоминался председателем нижегородского братства Святого Креста.
Умер 25 апреля (7 мая) 1884 года. 

## Семья
В 1861 году вступил в брак с Екатериной Александровной Добролюбовой, сестрой известного литературного критика и публициста Николая Александровича Добролюбова. В семье родились сын Владимир и три дочери. 